# Destine
Destine fue un grupo holandés de rock alternativo formado alrededor del año 2006. Su música incluye también tintes fuertes del pop-punk y el powerpop, sacando un sonido muy similar a Paramore y New Found Glory.

## Trayectoria
Después del lanzamiento de un primer EP, en su mismo año de fundación, pudieron dar conciertos en países como Bélgica, Inglaterra, Francia, Alemania y Gales. También compartieron cartel con Fall Out Boy y New Found Glory.
En 2008 reciben un contrato con Sony Music y viajan a Florida, para grabar con la ayuda de James Paul Wisner, que también ha trabajado con New Found Glory y Paramore.
En 2010, sale al mercado su primer disco de nombre Lightspeed, que destacó por el sencillo In Your Arms, tema que (aparte de tener un éxito importante) fue elegido como una de las bandas sonoras del videojuego Pro Evolution Soccer 2011. Tras el lanzamiento del disco se dedicaron a lanzar sencillos sueltos como "Down", "Stay" o "Thousand Miles" y tocaron en vivo, en el programa de radio holandés "3FM".
En octubre de 2011, Robin Faas sale del grupo por motivos de incomodidad respecto a las constantes giras del grupo hacia las afueras. Más adelante anuncian que su puesto será ocupado por Jordy Datema y la salida del nuevo disco "Illuminate" en 2012.
El 16 de abril de 2015 dieron a conocer el nombre de su tercer disco de estudio a través de su cuenta en Facebook, el cual se llamará Forevermore  y que salió a la venta  el 8 de mayo del mismo año. Su primer single se titula Down And Out
Algunos meses después del lanzamiento de Forevermore anunciaron concierto de despedida para el 6 de noviembre y poco después se separan.

## Miembros
- Robin van Loenen - Voz y guitarra
- Tom Vorstius Kruijff - Bajo y coros
- Hubrecht Eversdijk - Guitarra y coros
- Laurens Troost - Teclados y coros
- Jordy Datema - Batería

## Discografía
- A Dozen Dreams - 2006  (EP)
- Lightspeed - 2010
- Illuminate- 2012
- Forevermore - 2015

## Sencillos
- In Your Arms - 2009
- Stars - 2009
- Wake Me - 2009
- Spiders - 2010
- Down - 2010
- Stay - 2011
- Thousand miles - 2011
- Night Skies - 2012
- All The People - 2012
- Wait Forever - 2012
- Down And Out - 2015